# Vilar do Monte (Macedo de Cavaleiros)
Vilar do Monte is een plaats (freguesia) in de Portugese gemeente Macedo de Cavaleiros en telt 142 inwoners (2001).